# Ягодка (Марий Эл)
 Ягодка  — деревня в Оршанском районе Республики Марий Эл. Входит в состав Марковского сельского поселения.

## География
Находится в северной части республики Марий Эл на расстоянии приблизительно 6 км по прямой на северо-запад от районного центра посёлка Оршанка.

## История
Известна с 1866 года как починок Ягодинский с 4 дворами и 41 жителями. В 1891 году здесь было 13 дворов и 89 жителей. В 1924 году здесь в 24 дворах проживали 96 человек. Жители занимались лесным промыслом — рубкой леса и вывозом дров, держали смолокуренные заводы. В 2003 году в 10 домах проживали пенсионеры, 4 дома принадлежат дачникам. В советское время работали колхозы «Свобода», «Ударник», имени Кирова, имени Ленина, «За мир», позднее ООО «Сайма».

## Население
Население составляло 19 человека (русские 89 %) в 2002 году, 22 в 2010.